# Saitis splendidus
Espèce
Synonymes
- Attus splendidus Walckenaer, 1837

Saitis splendidus est une espèce d'araignées aranéomorphes de la famille des Salticidae.

## Distribution
Cette espèce est endémique de l'île de Timor.

## Systématique et taxinomie
Cette espèce a été nommée en 1805 par Charles Athanase Walckenaer sous le protonyme Attus splendidus dans son ouvrage Tableau des aranéides ou caractères essentiels des tribus, genres, familles et races que renferme le genre Aranea de Linné, avec la désignation des espèces comprises dans chacune de ces divisions. La description est alors déficiente et le taxon considéré comme un nomen nudum. En 1837 une nouvelle description par le même auteur est correctement réalisée, d'où la date attribuée au taxon.
Eugène Simon, en 1901, la place dans le genre Saitis.

## Publication originale
- Walckenaer, 1837 : Histoire naturelle des insectes. Aptères. Paris, vol. 1, p. 1-682 (texte intégral).